# ᆂ
ᆂ는 ㅗ와 ㅗ를 합한 글자이다. 위아래오 라고 한다.
《청어노걸대》에서 만주어 /oo/를 표기하기 위해 쓰였다.